# 塞卡爾峰

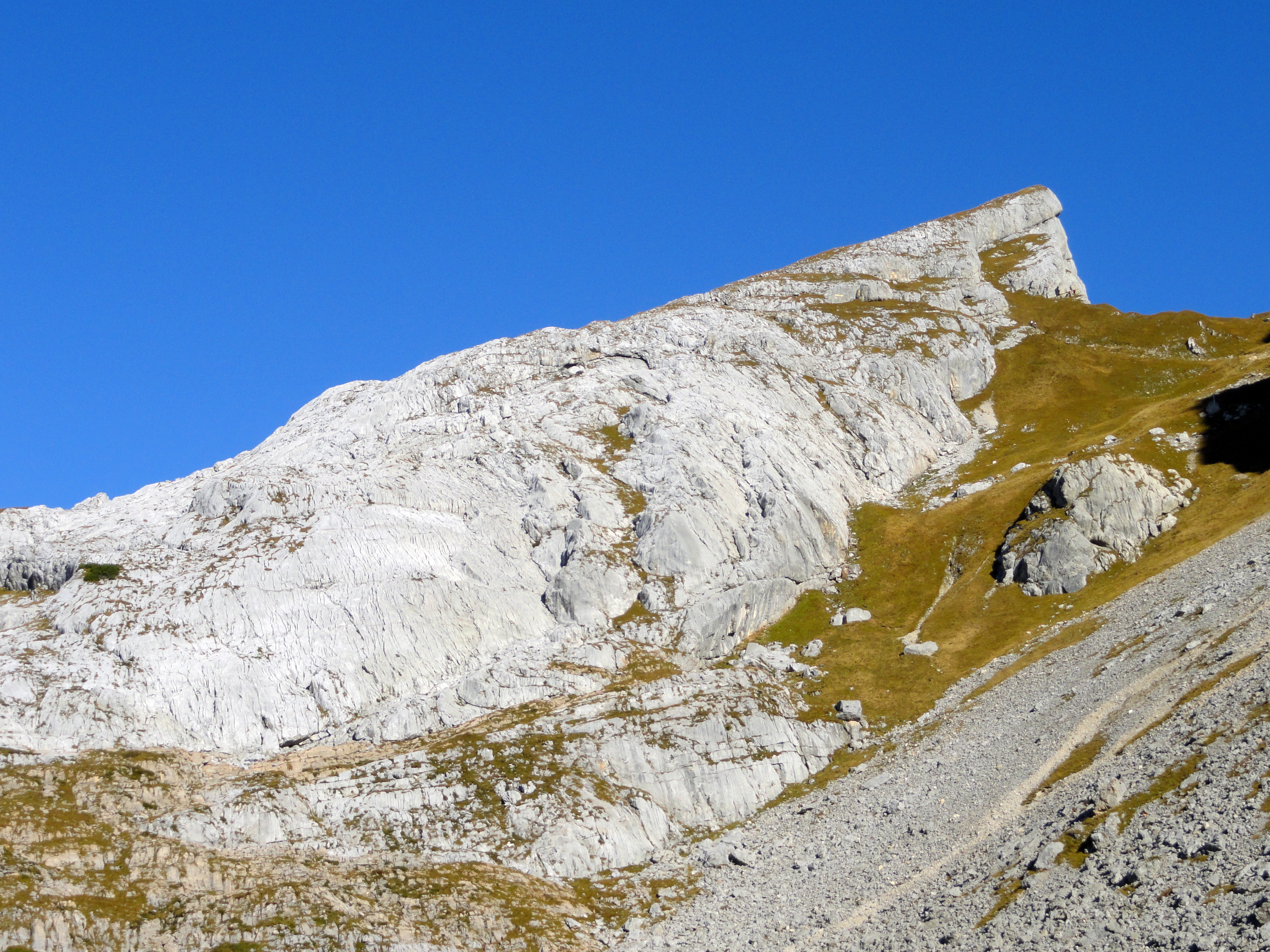

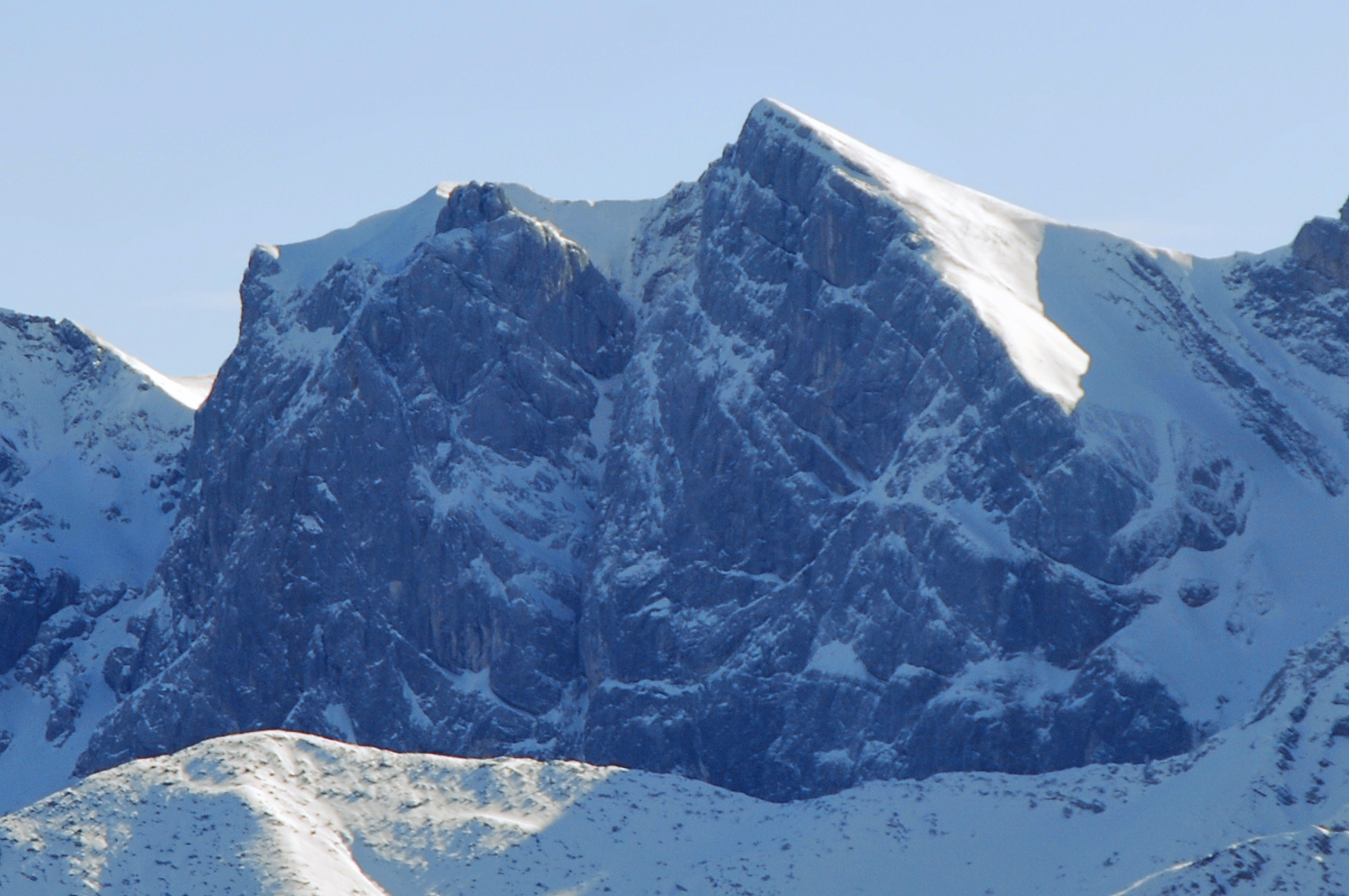

47°27′25″N 11°46′40″E / 47.4569°N 11.7778°E
塞卡爾峰（德語：Seekarlspitze），是奧地利的山峰，位於該國西部，由蒂羅爾州負責管轄，屬於布兰登贝格山的一部分，距離霍希斯山1公里，海拔高度2,261米。